# 散歩シリーズ
『散歩シリーズ』（さんぽシリーズ）は、テレビ朝日が2006年より毎週月曜 - 金曜午前10時台前半（一時期は金曜に限り10時台後半も）に編成している紀行情報番組のシリーズと、その総称である。テレビ朝日映像制作。
タイトル通り『散歩』に着目している。

## 番組の変遷
| 番組                 | 散歩人          | 放送期間                     | 放送回数 | 番組テーマ曲 | 備考                                                                           |
| -------------------- | --------------- | ---------------------------- | -------- | --- | ------------------------------------------------------------------------------ |
| ちい散歩             | 初代・地井武男  | 2006年4月3日 - 2012年5月4日  | 1518     | BIGBELL「ほのか」 | 2009年4月より金曜は11:00まで拡大 地井の病気療養に伴い終了（2012年6月29日逝去） |
| 若大将のゆうゆう散歩 | 2代目・加山雄三 | 2012年5月7日 - 2015年9月25日 | 865      | 加山雄三「星の旅人」 →加山雄三「逍遙歌〜そぞろ歩けば〜」 →加山雄三「Dreamer 〜夢に向かって いま〜」                                        | 2012年9月まで金曜は11:00まで放送                                               |
| じゅん散歩           | 3代目・高田純次 | 2015年9月28日 - 放送中       | 2000以上 | 槇原敬之「ココロノコンパス」 →槇原敬之「一歩一会」 →シェリル・クロウ「ヒア・カムズ・ザ・サン」 →（高田による週替り選曲） →斉藤和義「純風」 | 2016年10月31日より5分縮小                                                      |

## 特徴
- タイトルはすべて『〇〇散歩』で、散歩人の名前が冠されている。
- 基本フォーマットは、番組前半は散歩パート、後半はロッピングライフ提供の通販コーナーで構成される。詳細は各番組の項を参照。
- 放送は主に関東ローカルであるが、BS朝日やCS放送・テレ朝チャンネルでも全国放送されるほか、一部地域のテレビ朝日系列や、北日本放送（日本テレビ系列）等でも番組販売の形でネットされている[注 5]。
- 散歩人に関する共通点としてあげられるのは、次の3つである。
  - 散歩人の年齢は番組開始時点で満60歳以上。そのうち最年少は地井の63歳（降板時：69歳）[注 6]、最年長は加山の75歳（降板時：78歳）。現散歩人の高田はその中間となる68歳での起用である[6]。
  - 散歩人は全員関東出身者である（地井：千葉県匝瑳市[注 7]、加山：神奈川県横浜市[注 8]、高田：東京都調布市[注 9]）。
  - 散歩人の身長は全員175cm。
- 散歩人に関して異なるのは、それぞれの散歩スタイル（こだわり、装備、持ち物など）の違いである。詳細は各番組の項を参照。
- 散歩中、様々な場所を訪れ、人々に出会い、交流を深める。VTRでは随所に地図が表示される（最後に歩数を表示する）。詳細は各番組の項を参照。
- 散歩の終わりには、散歩人自らがしたためた絵や書等を紹介する（散歩人により異なる）。特に地井の絵手紙は好評で、絵手紙集も全5冊発売された。現散歩人の高田は、散歩中に出会った人の似顔絵・訪れた街の風景画を披露している。
- ナレーションは主にテレビ朝日の女性アナウンサー（萩野志保子、下平さやから）が担当している。ただし『若大将のゆうゆう散歩』のみ、加山の大学の後輩である宮本隆治（フリーアナウンサー、元NHKアナウンサー）が担当した[注 10] 。なお、いずれも番組本編で顔出し出演して、散歩人と共に散歩した事がある。
- 『ちい散歩』は番組末期に地井の病気療養のため収録ができなくなり（その後番組終了→地井が死去）、『じゅん散歩』は新型コロナウイルスの影響で収録を一時休止したことがある。 それらの場合はいずれも過去の傑作選や総集編などで対応した（『じゅん散歩』では「〇〇感謝祭」と題し、テーマ別の名場面集を放送する場合がある）。

## 番組史

### 前史（散歩シリーズの誕生）
1980年代から1993年まで人気クイズ番組『100万円クイズハンター』（司会：柳生博） で名を馳せ、その後も再放送番組や民教協制作番組などを放送してきたテレビ朝日の平日午前10時枠前半（10:00 - 10:30→9:55 - 10:30）枠。同局では同枠を2002年4月より関東ローカルの生活情報番組枠 に転換するも低迷が続いたため、これまでの情報番組枠を路線転換する形として、2006年4月3日、俳優の地井武男を起用した新紀行番組『ちい散歩』を開始。これが『散歩シリーズ』の起点である。
なお、シリーズ前に放送されていた『いま得!』（2005年7月 - 2006年3月）の番組末期に著名人らによる散歩企画が連日放送されていたことから『ちい散歩』の開始につながった。

### ちい散歩（2006年4月 - 2012年5月）

#### ちい散歩の開始から成功に至るまで
『ちい散歩』は開始当初、ほとんど注目されることがなく、視聴率もあまり高くなかったが、回を重ねるうちにシニア層を中心に人気が高まり上昇。当時の同時間帯裏番組『こたえてちょーだい!』（フジテレビ） や同時期に開始した『ラジかるッ』（日本テレビ） とも互角に争い、2007年10月8日放送の祝日拡大版『ちい散歩日光スペシャル』でついに番組最高となる10.5%（関東地区・世帯、ビデオリサーチ調べ）を記録した。番組は一躍、散歩ブームの火付け役となり、たちまち人気番組としての地位を確立していくようになる。
2006年秋より水曜の企画を一新、地井が昭和時代の面影を巡る「ちい散歩くらぶ 昭和の風景（昭和散歩）」を開始、人気企画となる。
2008年9月より『スーパーモーニング』 の祝日拡大の廃止により、それまで休止だった祝日も放送されるようになり、2010年からは祝日の拡大版も組まれるようになる。
2009年より水曜を再び一新し「ひと駅散歩」を開始。また4月より金曜の放送時間を拡大、11:00まで放送されるようになる。

さらに2010年4月からは木曜に週替わり企画「木曜散歩」を開始。番組レギュラーを務めるラッシャー板前（タレント、たけし軍団）や矢島悠子（テレビ朝日アナウンサー）に加え、東幹久（俳優）、久保田直子（テレビ朝日アナウンサー）、土井善晴（料理研究家）らを起用し、それぞれ週ごとに異なる散歩で楽しませた。なお後述の『ゆうゆう散歩』では金曜後半に移動し「金曜散歩」として継続、2012年9月まで続いた。
『ちい散歩』の成功によって、その後各局でも有名人らの散歩番組が多く制作・放送される 等、様々な影響が生まれた。

#### ちい散歩の終焉と加山雄三の起用
『ちい散歩』の転機は2012年1月、突然訪れることになる。地井が心臓疾患により緊急入院。このため収録ができなくなり、3月以降は総集編を放送するようになる。
これにより番組は打ち切りの危機に瀕するが、この時点でテレ朝はまだ打ち切りには否定的だった。しかしながら、地井の療養が長期化し、ついに『ちい散歩』の終了を決断する。
テレ朝はそんな状況の中、急務で後継の新番組の企画を進めることになる。新たな散歩人として、歌手で俳優の加山雄三を起用し、新番組のタイトルも『若大将のゆうゆう散歩』に決定、5月7日より放送開始することとなった。加山起用について、当時のテレ朝社長早河洋（現在：テレビ朝日ホールディングス会長兼CEO）は「地井さんはキャラクターが素晴らしくて、人々との触れ合いなどを的確に表現できる人だと思うが、その中のポイントの1つが絵、スケッチだった。絵に変わるもの、音楽とかそういう才能を持った人がいないかと選考した結果、加山さんになった」 と述べた。また加山も「このような番組に出会えたのは、天から『歩きなさい』と言われているような気がしています」 と喜びを語った。
そして、5月4日、『ちい散歩』は6年1か月1週、1518回に亘る歴史に幕を下ろした。テレ朝では地井の回復を待ってスペシャル版を制作・放送することを計画していた が、後述する地井の逝去により実現しなかった。

### 若大将のゆうゆう散歩（2012年5月 - 2015年9月）

#### 地井武男の死去、そして新たな歴史へ
『ちい散歩』が終了して間もない2012年5月7日、第2シリーズとなる『若大将のゆうゆう散歩』（以下『ゆうゆう散歩』と記す）がスタートした。第1回放送は前番組と同様、浅草を散歩した。
新たなスタートを切ってから2か月近くとなる6月29日、地井が心不全により死去（享年70）。これを受け、翌6月30日には追悼番組が組まれた。
加山は『ゆうゆう散歩』起用の際、地井に電話を入れ「君の視聴率を守れるか、それが一番心配だ」と話し、地井は「そんなこと言わないでください。大丈夫ですよ」と励ました。番組は好調なスタートを切り、加山は地井に再度電話を入れ「視聴率を守れたよ」と報告、すると地井は加山に「夏のロケは暑いですよ」と助言した。後日、加山は「まさかこんなことになるとは思わなかった。信じられなかった。あんなに元気だったのに」と地井の死を悼んだ（2012年8月6日、地井のお別れの会にて）。

地井の死去を受け、加山は「これからは彼の分まで、彼に喜んでもらえるよう、散歩を頑張りたいと思っています」 と、改めて番組への決意を新たにした。

#### ゆうゆう散歩の様々な挑戦
地井の死去から2か月を経て、『ゆうゆう散歩』も加山の新たな決意と共に軌道に乗っていく。
2012年9月17日放送の拡大版「敬老の日スペシャル（東海道五十三次・日本橋〜品川編）」より、加山の歌唱による「逍遙歌〜そぞろ歩けば〜」（作詞：さだまさし、作曲：弾厚作）を新たなテーマ曲に起用、10月の改編より、唯一30分拡大版で放送していた金曜放送が短縮されることになり、全曜日とも9:55 - 10:30で統一（金曜番組後半の「金曜散歩」は終了）した。
番組開始2年目となる2013年より水曜・木曜の内容を一新、新企画「心に残る風景を描くさんぽ」を開始。加山の描く水彩画が人気となった。
また、番組後期にも、ゲストが趣味に纏わる場所を散歩する「若大将の趣味さんぽ」（2014年3月 - 2015年1月、金曜）や、加山が料理に挑戦する「若大将のゆうゆう料理」（2015年4月 - 9月、木曜）などといった、斬新な試みにも挑戦した。

#### ゆうゆう散歩の終焉と高田純次の登場
多くのファンに親しまれた『ゆうゆう散歩』も、ついに終わりの時を迎える。
2015年7月25日、加山が自らのファイナルコンサートツアー「若大将EXPO 〜夢に向かって いま〜」の最終公演（NHKホール）前の会見にて、『ゆうゆう散歩』を9月一杯で番組終了することを明言した。加山はその理由として「一つの夢として、80歳になるまでに設計している船を完成させたい」 と、かねてより公言していた自身の設計による災害救助船となるエコシップの建造 に時間を割く ため、『ゆうゆう散歩』からの卒業を決断したという。これを受けて、テレ朝サイドも「80歳までに船を造りたいということで卒業の申し入れがあり、了承しました」 との広報部のコメントを出した。

『ゆうゆう散歩』の終了発表から2週間後の8月12日、テレ朝は10月改編での後継にして、本シリーズ3作目となる新番組を決定。新番組の散歩人として、タレントで俳優の高田純次を起用、タイトルも『じゅん散歩』に決まった。高田は8月30日に行われた番組の制作発表会見にて「私もこういう番組をやりたかった。私の人生そのものが散歩のようなもの。適材適所。残りの人生30年、歩いてみたい。どのような方にお会いできるか楽しみ」と喜びと抱負を語った。
2015年9月25日をもって『ゆうゆう散歩』は3年5か月、約865回に亘る放送を終了。シリーズの中では最も短期間、故に1000回に満たない放送回数に終わった。そして、翌9月28日より『じゅん散歩』がスタートする。

### じゅん散歩（2015年9月 - 放送中）
2015年9月28日より放送中の第3シリーズである『じゅん散歩』では、前の2番組とは異なる点が多い。これまでは月曜・火曜と水曜・木曜、金曜を区切る形で放送していたが、同番組では月曜から金曜までを同じテーマとしており、1週間にわたり高田が同一エリアを散歩する内容となっている。また第1回放送では、前2番組ではそれぞれ浅草を散歩しているが、『じゅん散歩』では有楽町を散歩している（以後10月第1週には銀座近辺を散歩するのが恒例）。さらに毎年1月第3週には高田の誕生日（1月21日）に因み調布市を散歩するのが恒例となっている。
2016年10月31日より『ワイド!スクランブル・第1部』の5分繰り上げ拡大に伴い、放送時間を5分縮小し10:25までの放送となった。本シリーズではこれまで、金曜の放送時間の拡大・縮小はあったが、全曜日の時間縮小は初となった。

#### シリーズ10周年
2016年、散歩シリーズの開始から10周年を迎え、10月22日に『散歩10周年記念 じゅん散歩超デラックス〜若大将とまさかの爆笑ゆうゆう散歩 ちい散歩から10年!名場面も一挙公開〜』というスペシャル番組（9:55 - 11:40、スペシャルサタデー枠）が放送された。この日のメインは、加山と高田による新旧散歩人のコラボ散歩を実施、浅草〜丸の内界隈を散歩した。また、シリーズ10周年を記念し『ちい散歩』から現在までの10年の番組史を振り返る名場面集のほか、地井を偲ぶ企画として、地井の出身地である千葉県匝瑳市の天神山公園にて、地井が2011年に植樹した「ちいちいの森」の現在や、毎年8月に行われている「八重垣神社祇園祭」の模様も紹介した。
2021年、散歩シリーズの開始から15周年を迎え、『じゅん散歩』も10月に放送7年目に突入し、11月8日 - 11月12日週には『ちい散歩』の6年1か月1週を抜き、かつ放送回数も1519回を超え、シリーズ最長の放送期間・回数となっている。

## 逸話
- 2011年6月28日放送の『ちい散歩』で地井が福岡県北九州市門司港を散歩した際の絵手紙が門司港レトロ内の施設に展示され、2013年3月25日放送の『若大将のゆうゆう散歩』にて加山が散歩した際にも、加山が施設を訪れて絵手紙を観賞し、改めて地井の人柄を偲んだ。その際に『ちい散歩』番組テーマ曲の「ほのか」（BIGBELL）がBGMとして流れた。また前日（27日）放送にて地井が小倉を散歩した際の絵手紙が小倉城内に展示され、2017年9月25日放送の『じゅん散歩』にて高田が散歩した際にも、高田が小倉城を訪れて絵手紙を観賞し、改めて地井の人柄を偲んだ。その際に地井が小倉を散歩した時のVTRと共に『ちい散歩』番組テーマ曲の「ほのか」がBGMとして流れた。

## 書籍・DVD
- 番組関連の主な出版物として、番組の監修により、これまでの散歩をまとめたムック本が実業之日本社「ブルーガイドムック」シリーズとして発売されている。なお『若大将のゆうゆう散歩 東京下町編』のみ幻冬舎から発売された。
- ムック本以外にも番組関連本がいくつか出版されている。なかでも特に、地井の絵手紙を収録した『ちい散歩 地井さんの絵手紙』シリーズ（新日本出版社刊）が好評で、全5集が発売された。
- DVDが発売されたのは現在のところ『ちい散歩』のみで、番組終了並びに地井没後の2012年11月14日にDVD-BOX『ちい散歩傑作選〜日本の四季を感じて〜』が通販限定で発売された。

### 「骨骨☆10秒体操」関連本
『ちい散歩』『ゆうゆう散歩』で放送されていたミニコーナー「骨骨☆10秒体操」の関連本はこちらにまとめる。
- 『親切DVD付き 骨骨10秒体操』
長谷愼一（長谷接骨院院長）監修、主婦の友社。2009年8月31日発売 ISBN 978-4-072-68145-9 ※DVD付属
- 『体が引き締まる! 骨骨10秒体操DVDブック』
長谷愼一（長谷接骨院院長）著、マキノ出版。2010年10月15日発売 ISBN 978-4-837-66183-2 ※DVD付属

## その他

### パロディなど
- 『ちい散歩』放送当時の裏番組だった『ラジかるッ』（日本テレビ）では『しま散歩 恋するラジカミ!』『Q散歩 パねるのトびら』なるパロディコーナーが存在した。
- 『アメトーーク!』では、「ホリケンほっとけない芸人」の回にて、堀内健（ネプチューン）がロケを行う『ほり散歩』なるパロディ企画が行われた。本家さながらの展開ゆえに、また、ロケ中で堀内が地井と遭遇した。
- 金曜ナイトドラマ『未来講師めぐる』（2008年1月 - 3月）には主人公・吉田めぐる（深田恭子）の祖父・中吉役で地井が出演しており、劇中に『ちい散歩』のパロディ的な散歩シーンがあった。
- 土曜ワイド劇場『大崎郁三の事件散歩』（2012年6月30日）：地井死去の翌日に追悼特別番組として放送されたスペシャルドラマであり、『ちい散歩』をモチーフに制作された、東京・下町を舞台とした推理ドラマ。同日の番組最後に『ちい散歩』で谷根千を散歩した回が特別に再放送された。
- 『クレヨンしんちゃん』には、後述するコラボレーションの他に、原作20周年を記念して制作されたパロディとして『しん散歩』が存在した。劇中の主人公である野原しんのすけが舞台の春日部を散歩して紹介するもので、2010年10月から不定期で放送された[26]。
- 『ラヴィット!』（TBS）[注 20]ではお笑いコンビ・モグライダーが毎回ゲストを迎えてロケを行う『モグ散歩』なるパロディ企画が不定期で行われる。ロゴは『ちい散歩』のものと似ている。

### 他番組とのコラボレーション
（放送時間（JST）は2024年1月現在、関東地区を基準）
- 路線バスで寄り道の旅（日曜16:15 - 17:25 ※ローカルセールス枠、一部地域を除く）
  - 2014年3月31日に同番組と『若大将のゆうゆう散歩』のコラボレーション特番として『路線バスで寄り道の旅×若大将のゆうゆう散歩スペシャル』（19:00 - 21:48）を放送。2代目散歩人の加山と『路線バスで〜』レギュラーの徳光和夫（フリーアナウンサー・タレント、元日本テレビアナウンサー）が麻布十番でのコラボ散歩を繰り広げた。
  - 2017年12月17日には同番組と『じゅん散歩』のコラボレーション特番として『路線バスで寄り道の旅×じゅん散歩スペシャル』（18:57 - 21:00）が放送され、3代目散歩人の高田と『路線バスで〜』レギュラーの徳光・田中律子（女優）が、東中野～新宿→渋谷→五反田→大井競馬場→大森へと向かう路線バスでの珍道中を繰り広げた[27]。
  - 2018年11月18日には前年に引き続き同番組と『じゅん散歩』とのコラボレーション特番として第2弾となる『路線バスで寄り道の旅×じゅん散歩スペシャル 2018』（18:30 - 21:00）が放送され、3代目散歩人の高田と『路線バスで〜』レギュラーの徳光・田中が、小岩～船堀→ボートレース江戸川→秋葉原→御茶ノ水→中目黒へと向かう路線バスでの珍道中を再び繰り広げた。
  - 2020年1月12日には一昨年に引き続き同番組と『じゅん散歩』とのコラボレーション特番として第3弾となる『路線バスで寄り道の旅×じゅん散歩新春スペシャル 2020』（18:30 - 20:00）が放送され、3代目散歩人の高田と『路線バスで〜』レギュラーの徳光・田中が、府中～ボートレース多摩川→調布→千歳烏山へと向かう路線バスでの珍道中を三度繰り広げた。
- 帰れマンデー見っけ隊!!（月曜19:00 - 20:00 ※時間枠拡大の場合あり）
  - 2017年4月17日[注 21] に同番組と『じゅん散歩』のコラボレーション特番として『高田純次&タカアンドトシ じゅん散歩コラボSP 春の鎌倉でばったり出会えるまで帰れない旅』（19:00 - 20:41[注 22]）を放送。3代目散歩人の高田と『帰れまサンデー』MCのタカアンドトシ（お笑いコンビ、吉本興業所属）らが鎌倉で珍道中対決を展開した。
- 10万円でできるかな（月曜20:00 - 20:54 ※放送時間変更・時間枠拡大の場合あり）
  - 2020年3月16日に同番組と『じゅん散歩』のコラボレーション企画[注 23] として『～1000円ガチャ散歩SP 沢口靖子vs高田純次&ドラえもん～』が放送。3代目散歩人の高田と『10万円でできるかな』MCのKis-My-Ft2メンバー・北山宏光（当時）[注 24]がよみうりランドで1000円ガチャ対決を展開。さらに武蔵溝ノ口駅近辺で「ドラえもん」（声：水田わさび）と合流して、北山vs高田&ドラえもんで1000円ガチャ対決を展開した。
- クレヨンしんちゃん（土曜16:30 - 17:00）
  - 2017年7月7日[注 25] にはアニメ『クレヨンしんちゃん』との相互コラボレーションにより、同日放送の同作のAパート「"じゅん散歩"がやってきたゾ」に、3代目散歩人の高田が本人役でアニメキャラクターとして登場並びに声の出演をした。また、 同日の『じゅん散歩』の「春日部（西口）」編にて、 同作の主人公・「野原しんのすけ」（声：矢島晶子、当時[注 26]）がゲストとして出演した。なお、2018年2月13日放送の『じゅん散歩』・「田無」編にて高田が同アニメを制作しているシンエイ動画を訪問し、この時のキャラクターデザインを担当したアニメーターと対面している[28]。

### 関連番組
CM枠内包番組
- 茨城県インフォマーシャル[29]
  - 磯山さやかの旬刊!いばらき：2011年4月より2018年3月まで金曜日に放送されていた（ナビゲーター：磯山さやか）。
  - カミナリの「たくみにまなぶ」：2018年4月より2021年3月まで金曜日に放送されていた（ナビゲーター：カミナリ）。
  - いばらき推し：2021年4月より金曜放送されている（ナビゲーター：茨城県外出身タレント（月替わり）、ナレーター：カミナリ）。

散歩・旅バラエティ番組
- さんぽサンデー：2015年7月5日から12月27日まで毎週日曜午前枠にて放送されていた、本シリーズ同様「散歩」をコンセプトとした番組。テレビ朝日映像が制作。
- 極上!旅のススメ：2016年1月10日から9月25日まで毎週日曜午前枠にて放送されていた旅番組。同上。
- 旅サンデー：2018年4月8日から10月14日まで毎週日曜午前枠にて放送されていた旅番組。一部の回を除き同上。
- 日本全国ごちそう散歩：2019年1月12日から2022年3月26日まで毎週土曜昼前に放送されていたミニ番組（日本コカ・コーラ一社提供（「綾鷹」名義））。高田がナレーションを務めており、稀に自らロケ地を訪れることもあった（『じゅん散歩』と並行してロケを行う場合もあった）。

散歩人の出演番組
- 徹子の部屋：地井、加山、高田ともにゲスト出演経験あり（このうち加山は40回以上出演したほか「徹子の部屋コンサート」に出演経験もある）。
- 七人のサムライ J家の反乱：朝日放送テレビで放送されていた、地井が出演していたドラマ兼バラエティ番組（地井は父親役で出演）。2007年12月28日放送の『ちい散歩 '07年末スペシャル 師走の浅草散歩+今年出会った人・味+懐かしい昭和の風景』にて、番組で共演していた村上信五・丸山隆平・安田章大（関ジャニ∞）が飛び入り出演した[注 27]。
- 西村京太郎トラベルミステリー：高田が亀井刑事役でレギュラー出演していたスペシャルドラマ（2022年で終了）。なお他局放送版では地井も亀井役を演じたことがある。